# Logbook of The World
Logbook of the World albo LoTW – internetowy log, służący weryfikacji przeprowadzonych łączności krótkofalowców, uruchomiony na serwerach ARRL 15 września 2003 roku.
LoTW różni się od eQSL tym, że wszystkie wysłane dane są podpisywane cyfrowo (każdy użytkownik otrzymuje indywidualny certyfikat cyfrowy), a jego tożsamość sprawdzana jest na podstawie nadesłanych dokumentów. Podnosi to wiarygodność systemu i minimalizuje oszustwa. W LoTW potwierdzone są tylko te łączności, które zgadzają się z wysłanymi przez korespondenta. Do korzystania z logu światowego wystarczy podstawowa znajomość języka angielskiego oraz zainstalowany specjalny darmowy program „TrustedQSL” (wiarygodne QSL).